# Departamento O’Higgins
Das Departamento O’Higgins liegt im Zentrum der Provinz Chaco im Nordwesten Argentiniens und ist eine von 25 Verwaltungseinheiten der Provinz.
Es grenzt im Norden an die Departamentos Independencia und Comandante Fernández, im Osten an das Departamento San Lorenzo, im Süden an das Departamento Mayor Luis Jorge Fontana und im Westen an die Departamentos Chacabuco, Nueve de Julio und General Belgrano.
Die Hauptstadt des Departamento O’Higgins ist San Bernardo. Sie liegt 190 Kilometer von der Provinzhauptstadt Resistencia entfernt.

## Bevölkerung
Nach Schätzungen des INDEC stieg die Einwohnerzahl des Departamento von 19.231 Einwohnern (2001) auf 24.913 Einwohner im Jahre 2005.

## Städte und Gemeinden
Das Departamento O’Higgins ist in folgende Gemeinden aufgeteilt:
- La Clotilde
- La Tigra
- San Bernardo

Koordinaten: 27° 18′ S, 60° 42′ W